# Sybil Connolly
Pour les articles homonymes, voir Connolly.
Sybil Connolly est une créatrice de mode basée à Dublin, connue pour ses créations à partir de textiles irlandais, notamment le lin plissé, les laines telles que la Báinín (en), la dentelle de Limerick (en) et la dentelle de Carrickmacross (en), et plus tard pour son travail avec des marques telles que Tiffany & Co. Parmi les clients de sa marque de mode figuraient Jacqueline Kennedy. Considérée comme ayant mis la mode irlandaise sur la carte, elle faisait partie des « trois grands » créateurs de mode irlandais (avec Irene Gilbert et Raymond Kenna/Kay Peterson) et a été décrit par l'ancien Taoiseach (premier ministre) Jack Lynch comme « un trésor national ».

## Biographie
Ses activités ont été couvertes à la fois par la presse de mode et par les rubriques sociales de publications telles que le Hollywood Reporter. Décrite par Bettina Ballard comme une " charmeuse irlandaise à la peau laiteuse ", elle fut remarquée par Carmel Snow, la rédactrice en chef du Harper's Bazaar née à Dalkey.
Anne Gunning fut un temps le mannequin de Sybil Connolly dont elle devint aussi la cliente et l'amie. Le photographe américain Milton Greene la photographia lors de son voyage en Irlande en 1953, alors qu'il travaillait sur une séance photo pour Sybil Connolly. La couverture du magazine Life du 10 août 1953 mit en vedette Anne Gunning dans la cape rouge Kinsale de Connolly et la robe de soirée blanche, avec le titre « Invasion irlandaise du monde de la mode. Cette couverture aida les deux femmes à gagner une reconnaissance internationale.

## Galerie

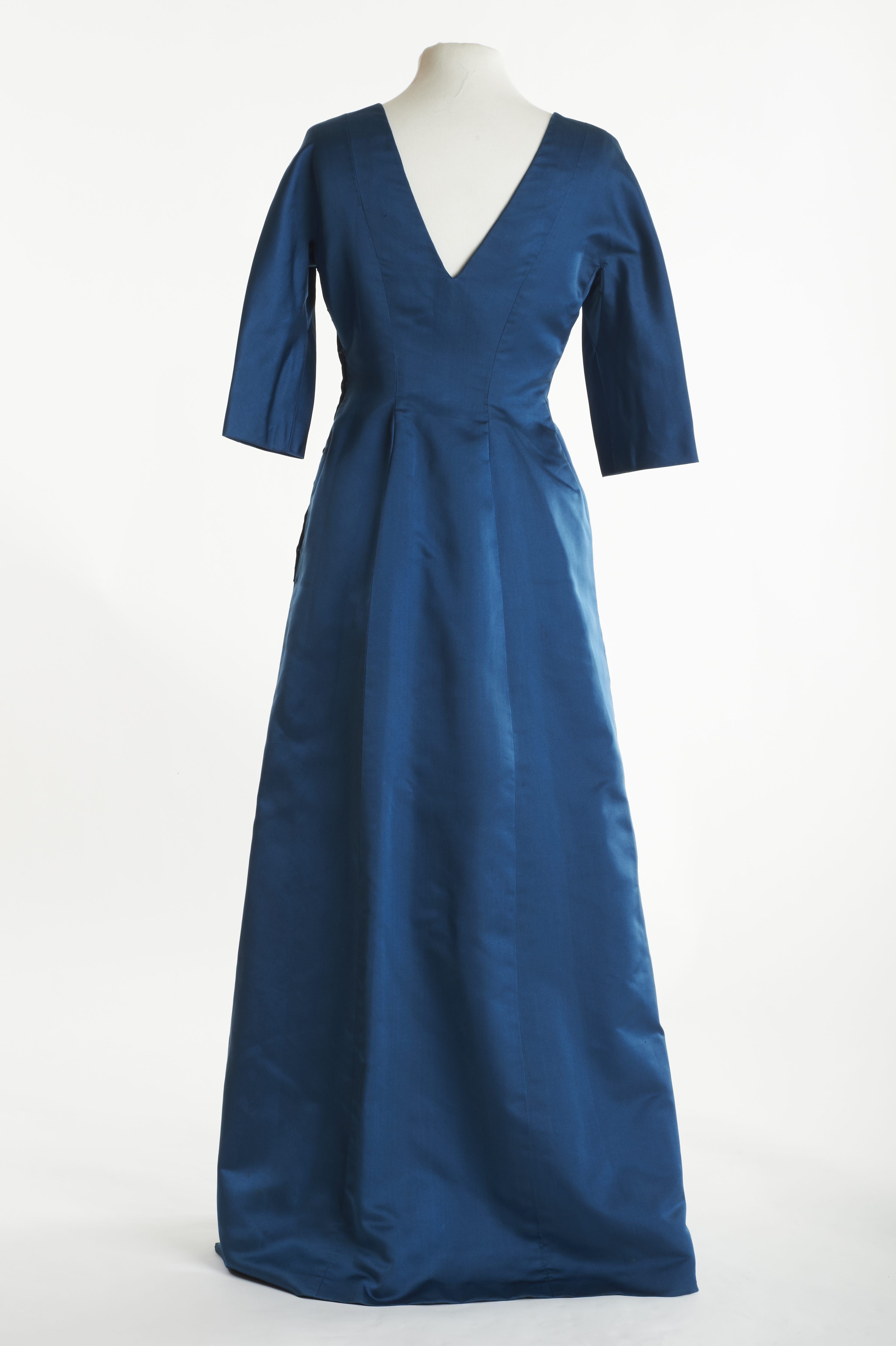
Robe bleu pétrole conservée au Musée Hunt
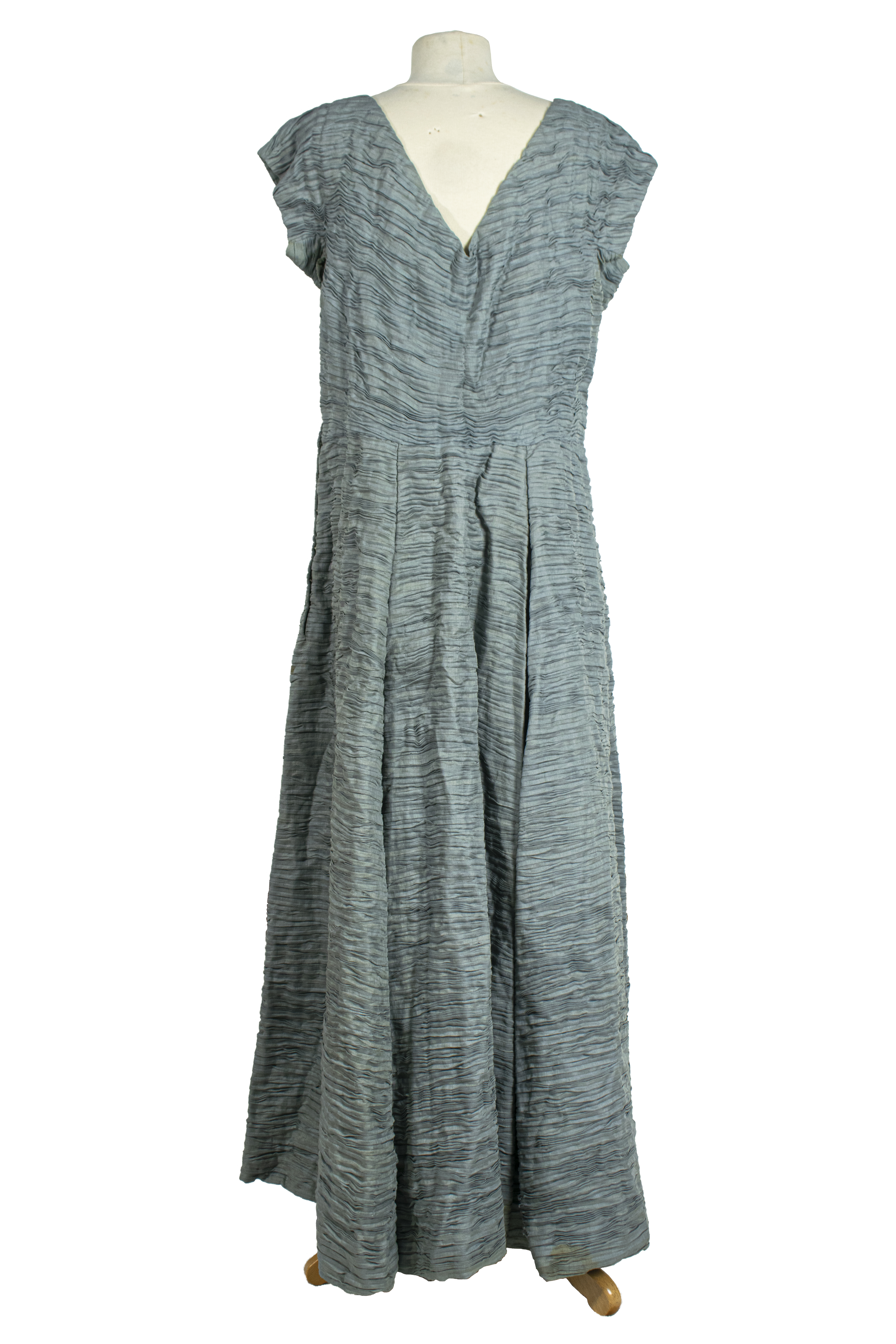
Robe en lin plissé
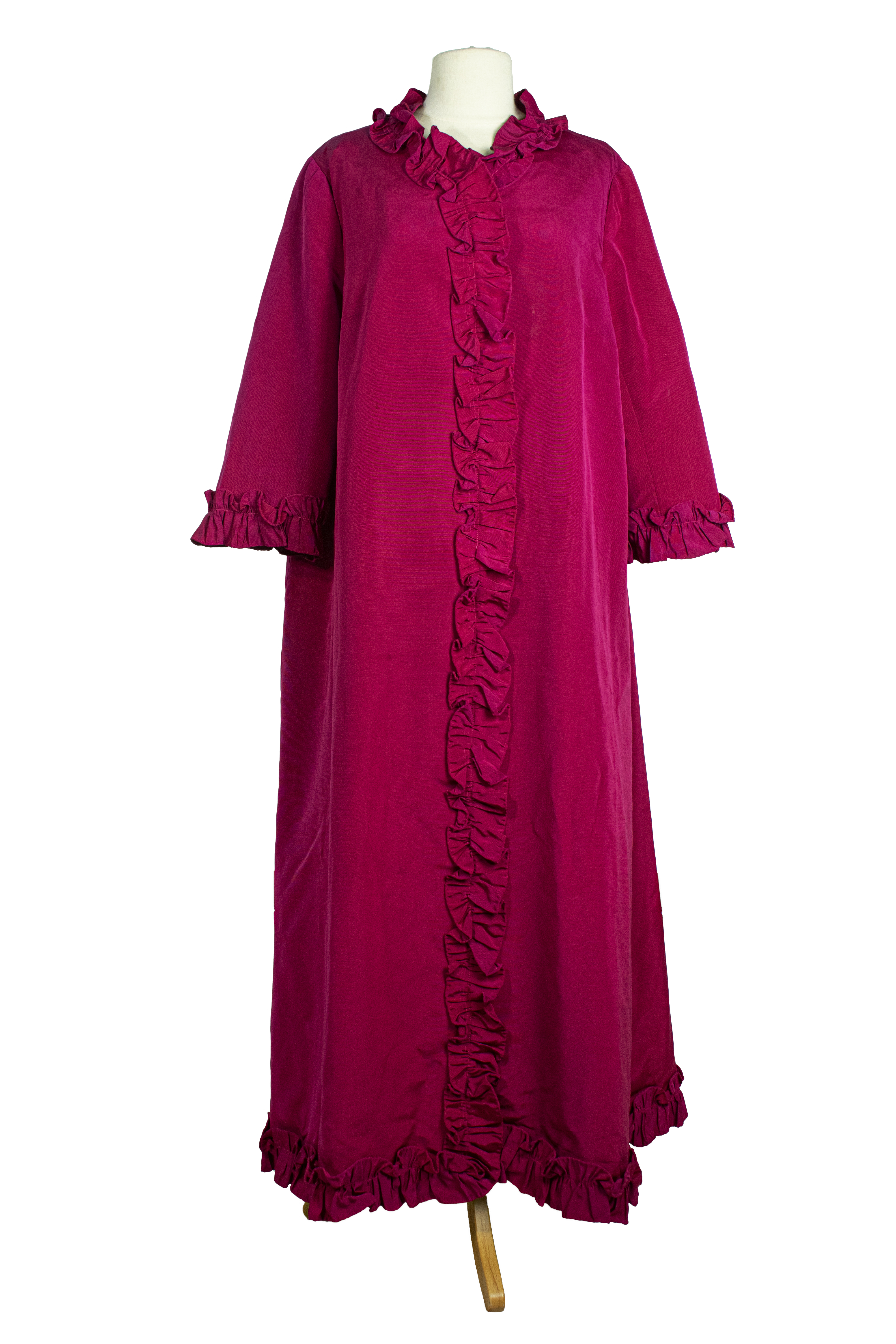
Manteau de soirée
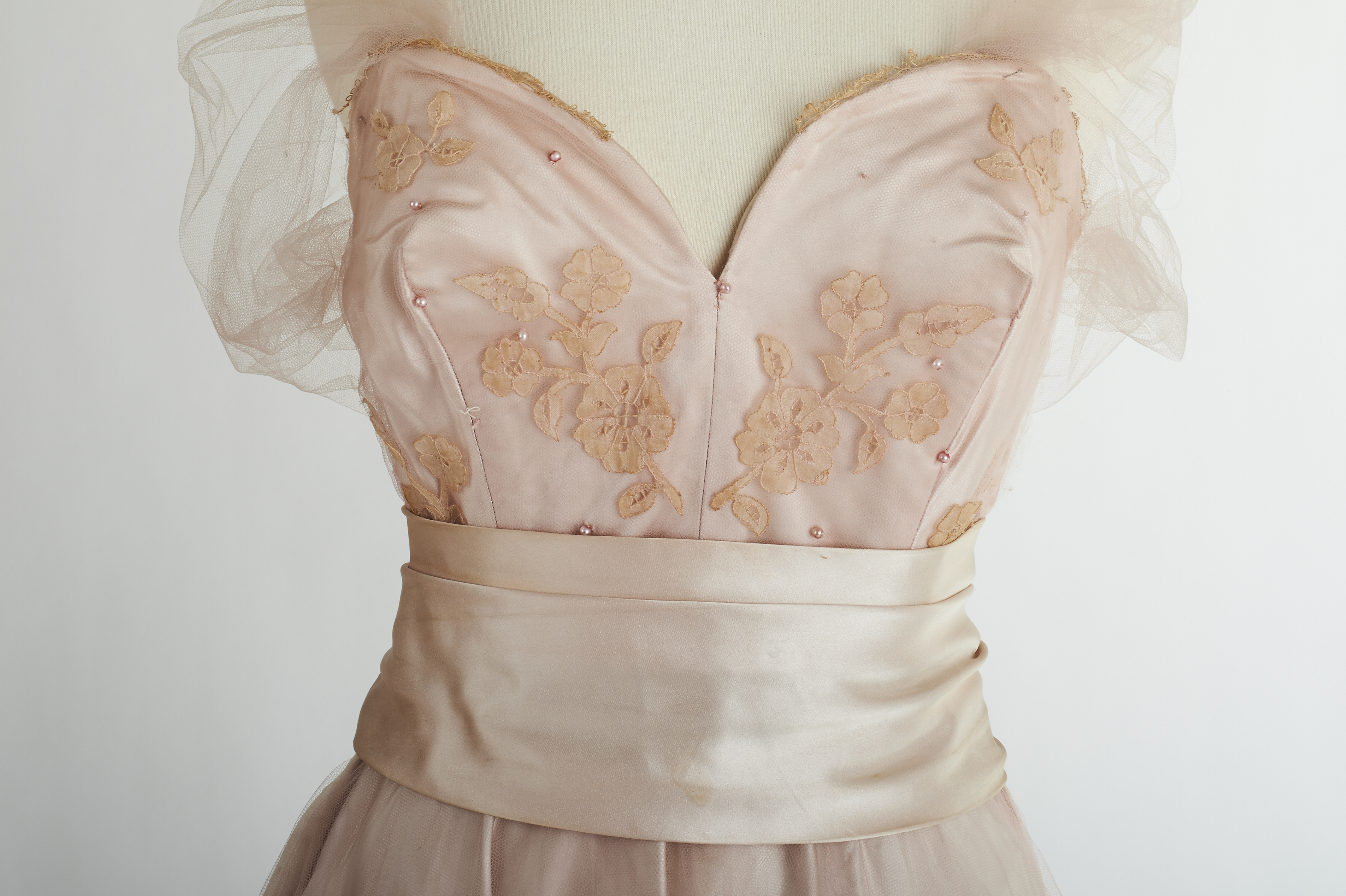
Une robe en satin rose avec une superposition de dentelle appliquée Carrickmacross avec un motif de papillon et de petites perles.
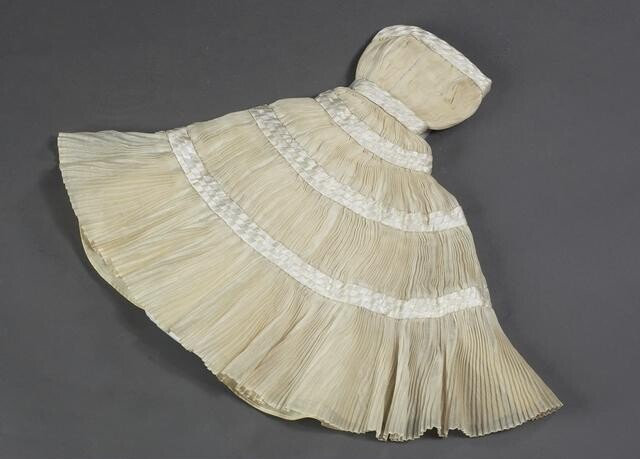
Maquette d'une robe de soirée First Live en lin plissé crème
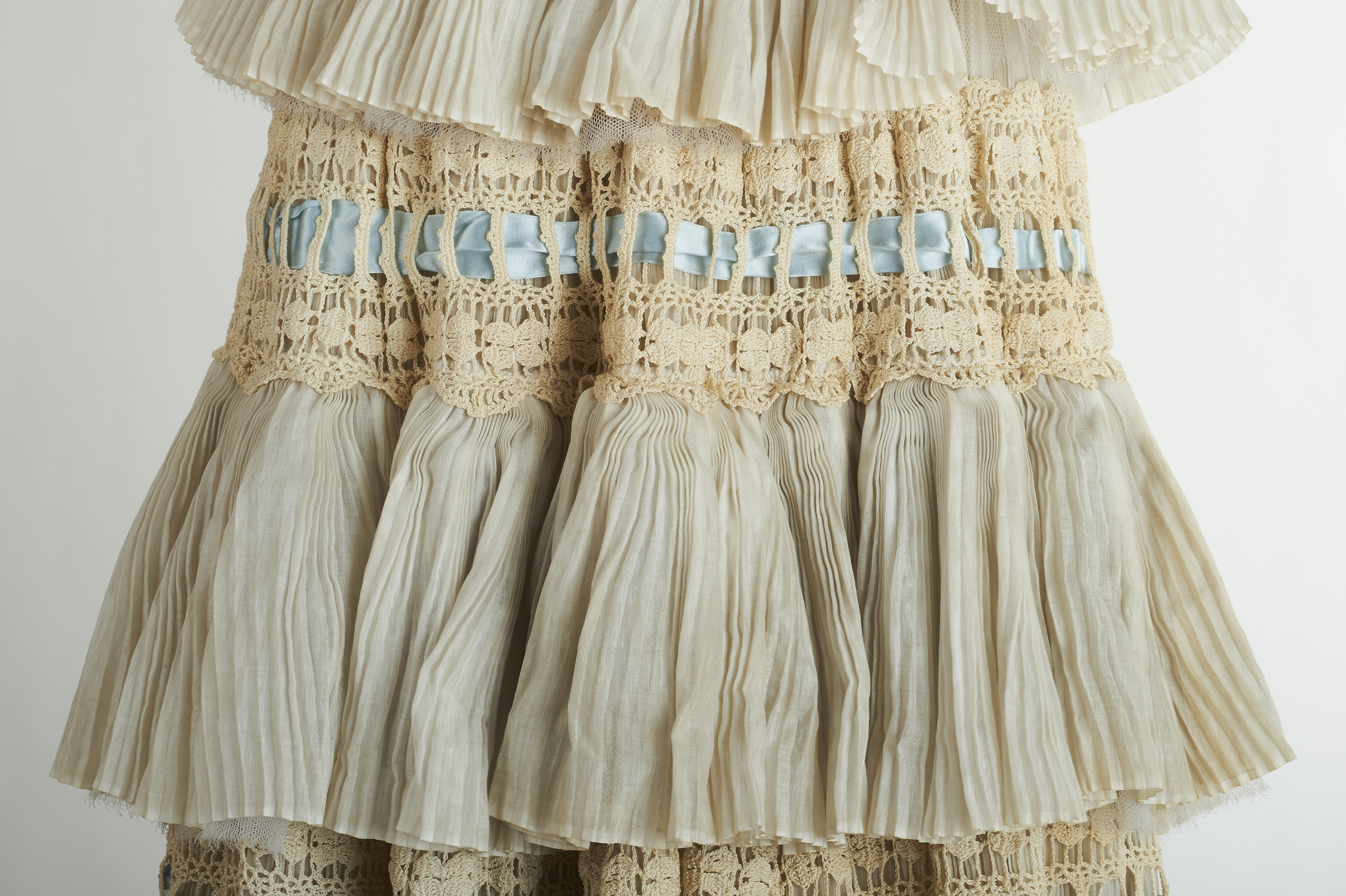
Robe "Heiress" 1957 par Sybil Connolly : les volants
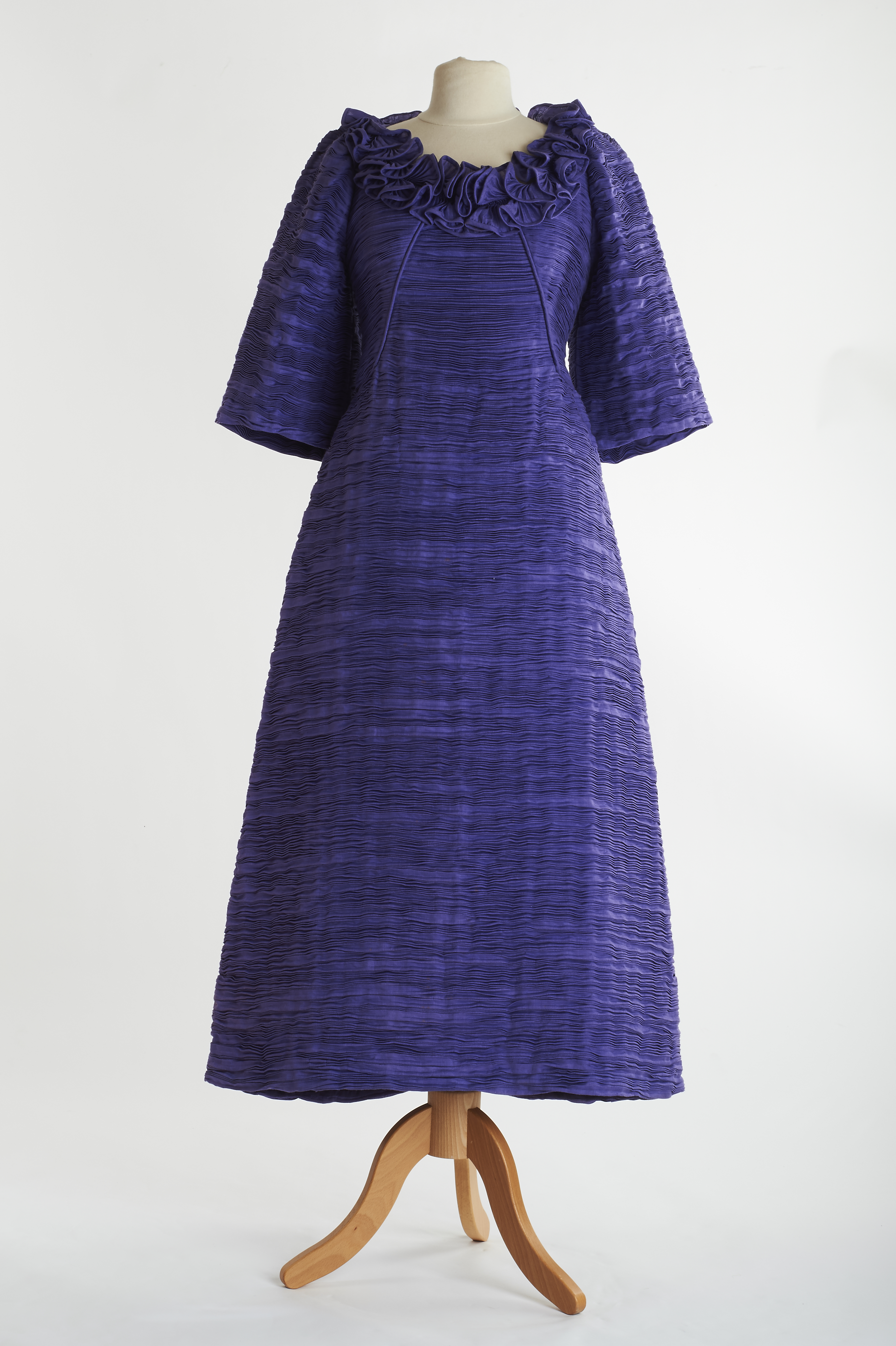
Robe de soirée lavande en lin plissé, manches 3/4 et encolure à volants de Sybil Connolly

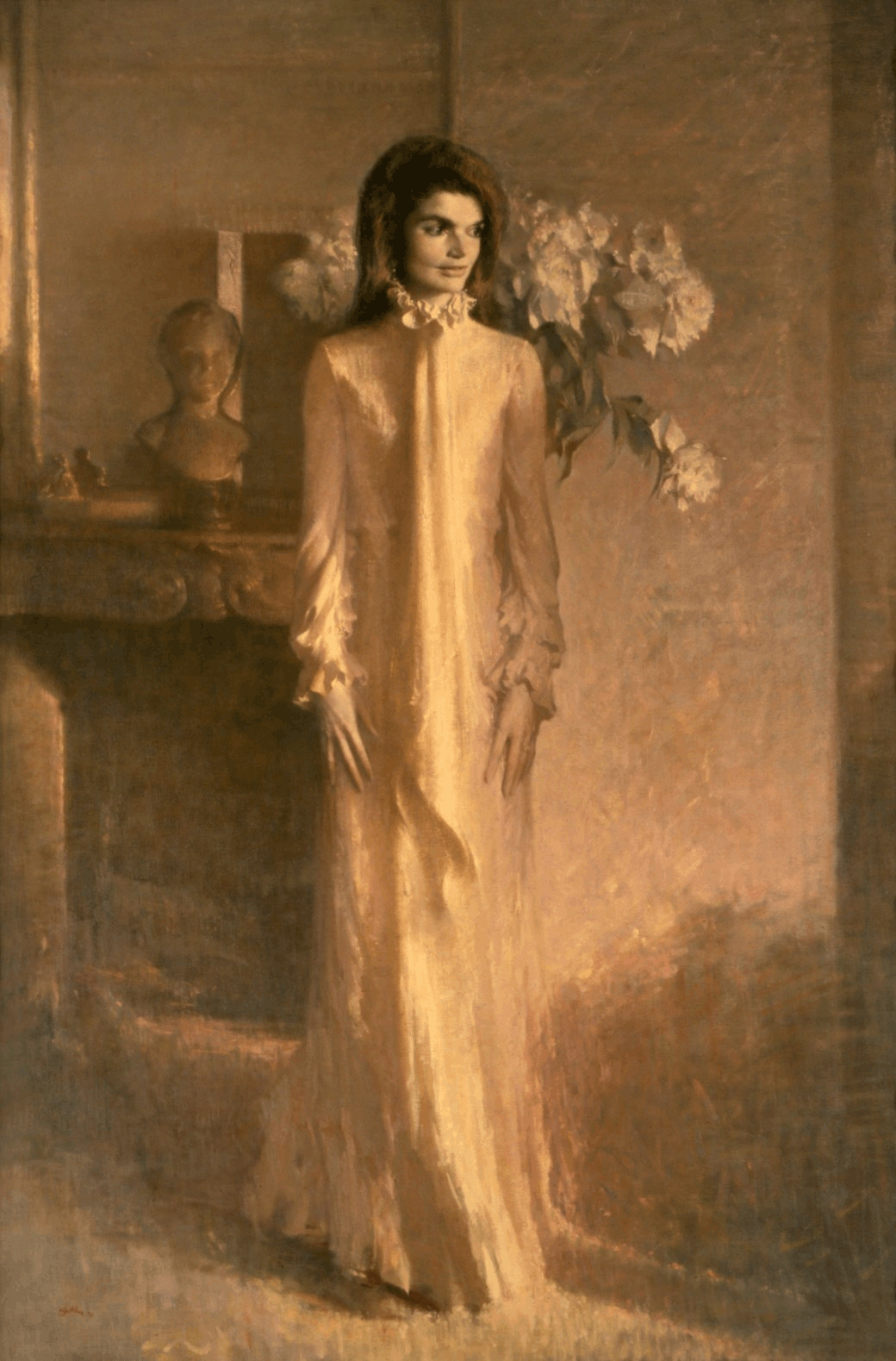
Portrait de Jacqueline Kennedy par Aaron Shikler dans une robe en lin plissé de Sybil Connolly